# سجن مقاطعة دوبيوك
سجن مقاطعة دوبيوك Dubuque County Jail هو مبنى تاريخي يقع في مدينة دوبوك في آيوا في الولايات المتحدة.
بني السجن في عام 1858 على طراز النهضة المصرية غير المألوف. وهو من تصميم جون راغ الذي صمم أيضًا مبنى الكابيتول القديم في إلينوي عام 1837 ومبنى الكابيتول الإقليمي في ولاية أيوا عام 1840.  
أدرج المبنى كمعلم تاريخي وطني لهندسته المعمارية في عام 1987. وكان قد استخدم كسجن لأكثر من قرن من الزمان، وأصبح متحفًا في عام 1975، وتم تحويله إلى مكاتب للمقاطعة في عام 2016.